# Szabó Ágnes (kajakozó, 1981)
Szabó Ágnes (1981. –) Európa-bajnoki bronzérmes magyar kajakozó. Az UTE sportolója. Edzője Rozsnyói Katalin.
A 2000-es Junior kajak-kenu Európa-bajnokságon aranyérmet szerzett K4 500 méteren, illetve ezüstérmes lett K2 500 méteren. Az 1999-es Junior kajak-kenu világbajnokságon aranyérmet szerzett K4 500 méteren.
A 2001-es síkvízi kajak-kenu világbajnokságon bronzérmet szerzett Fazekas Krisztinával K2 1000 m-en, valamint K4 1000 méteren a Dékány Kinga, Rasztocky Eszter, Móni Katalin kajak négyes tagjaként.
A 2001-es síkvízi kajak-kenu világbajnokságon hetedik helyezést ért el K2 1000 méteren.